# ベフルジ・ホジャゾダ
ベフルジ・ホジャゾダ（Behruzi Khojazoda、 1995年1月11日- ）はタジキスタンの柔道及びサンボの選手。階級は73kg級。

## 経歴
柔道では2017年のアジア選手権と2018年のアジア大会73kg級でそれぞれ7位だった。2018年の世界選手権では4回戦でアゼルバイジャンのヒダヤト・ヘイダロフに敗れた。2019年のグランドスラム・エカテリンブルグでは3位になって、タジキスタンの選手として初めてグランドスラム大会でメダルを獲得することになった。
また、サンボにも取り組んでおり、2017年の世界選手権74kg級で優勝、2018年の世界選手権では3位となっている。さらにアジア大会のクラッシュ競技でも81㎏級で2位になっている。なお、IJFは2015年よりカデ、ジュニア、シニアの如何を問わず、それぞれの世界ランキングに入っている全ての選手に対して、他格闘技の国際大会にIJFの許可を得ずに参加することを禁じた。ジョージアのグラム・ツシシビリはカザフスタンのレスリングとして知られるクレシュの世界選手権に、IJFの度重なる警告にもかかわらず出場し続けたことにより、2019年3月に2か月の出場停止処分を受けた。一方で、2018年のサンボ世界選手権でメダルを獲得した108名のうち、ホジャザダなど20名の選手が2016年以降もIJFワールド柔道ツアーや大陸連盟主催のコンチネンタルオープンにも出場していた。そのうちホジャザダなど10名は、2018年以降も依然としてIJFワールド柔道ツアーに出場していたが、ツシシビリと違い処分は受けていない。なお、彼らがIJFから許可を得て出場していたかは明らかでない。2023年に地元で開催されたグランプリ・ドゥシャンベでは2位だった。ワールドマスターズでも2位となった。
IJF世界ランキングは1908ポイント獲得で23位(24/5/6現在)。

## 主な戦績
柔道(73㎏級)
- 2017年 - アジア選手権　7位
- 2018年 - アジア大会　7位
- 2019年 - グランプリ・テルアビブ　5位
- 2019年 - グランドスラム・エカテリンブルグ　3位
- 2019年 - 世界選手権　5位
- 2019年 - グランプリ・タシュケント　2位
- 2023年 -　グランプリ・ドゥシャンベ　2位
- 2023年 -　ワールドマスターズ　2位
- 2023年 - アジア大会　3位
- 2024年 - グランドスラム・ドゥシャンベ　2位

(出典、)
サンボ(74㎏級)
- 2017年 - 世界選手権　優勝
- 2018年 - 世界選手権　3位

(出典)。